# Indipendenza della Bulgaria

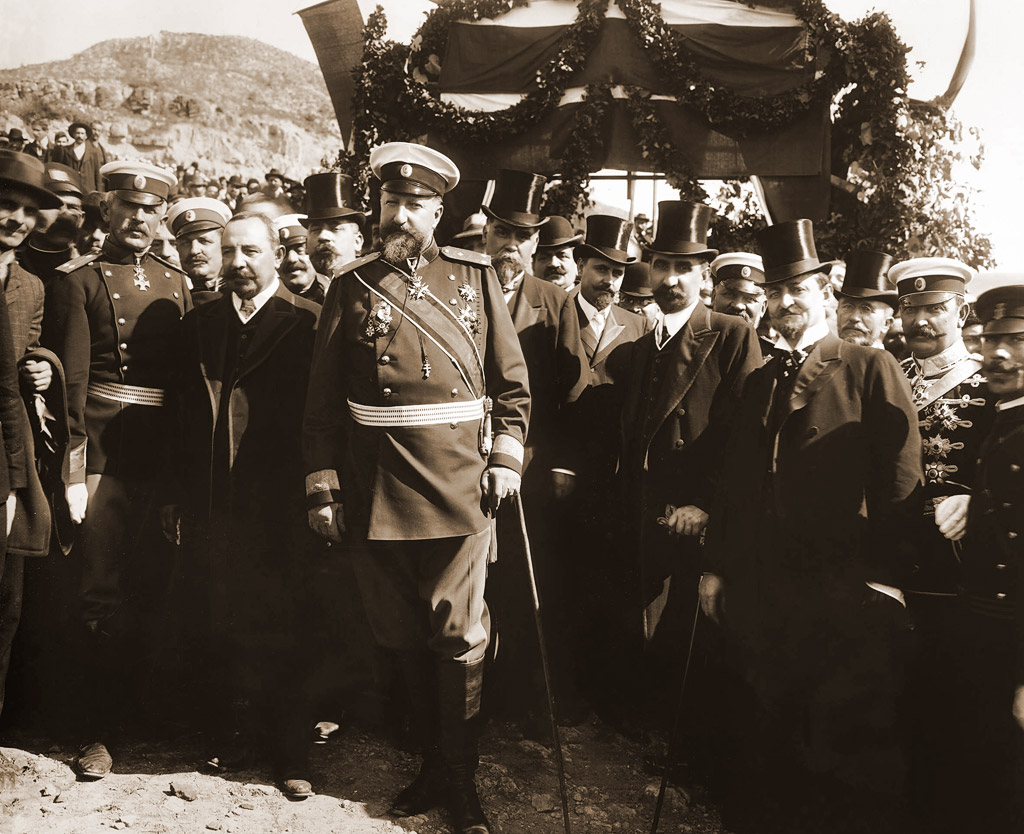
Lo zar Ferdinando di Bulgaria proclama l'indipendenza della nazione a Tarnovo nel 1908.

La liberazione della Bulgaria portò alla creazione nel 1878 del Principato di Bulgaria, che era nominalmente sotto la sovranità del sultano ottomano. Si trattava piuttosto solo di una disposizione formale, che, tuttavia, era sancita dal diritto internazionale pubblico ai sensi del trattato di Berlino.
Con l'emergere di crisi bosniaca, uno dei grandi poteri garanti di questo status quo lo violò, il che fornì alla Bulgaria la ragione ideale per sbarazzarsi della situazione di essere ancora nominalmente sotto il governo della Sublime porta.
L'indipendenza fu dichiarata solennemente e simbolicamente a Veliko Tărnovo il 22 settembre 1908 nella Chiesa dei Quaranta Martiri, costruita da Ivan Asen II in onore della vittoria a battaglia di Klokotnica e in memoria di tutti i costruttori di Primo Impero bulgaro.
Una caratteristica interessante è che il titolo "Zar" con cui Ferdinando I di Bulgaria era decorato era allora indossato solo dallo Zar della Russia. L'ultima "sfida" del discendente dei re francesi e Borbone ai Romanov fu inghiottita, perché lo zar russo era anche imperatore dal 22 ottobre 1721. Inoltre, l'Unione Balcanica era in fase di preparazione e le relazioni con la Triplice intesa in coltivazione e da rafforzare. 
In realtà il titolo di Zar dei Bulgari risaliva a circa mille anni prima quando Simeone I il Grande, sovrano del Primo Impero bulgaro, lo aveva assunto nel 913 per rivendicare non solo indipendenza dall'Impero romano d'Oriente ma piena parità di rango con il basileus. Ferdinando acconsentì che a livello diplomatico egli fosse equiparato "solo" ai Re non volendo neanche provare a rivendicare lo status imperiale.